# Кяфа
Кяфа (на македонска литературна норма: Ќафа; на албански: Qafë) е село в Северна Македония, в община Кичево.

## География
Селото е разположено високо в планината Добра вода.

## История
В началото на XIX век Кяфа е албанско село в Гостиварска нахия на Тетовска каза на Османската империя. Според статистиката на Васил Кънчов („Македония. Етнография и статистика“) в 1900 Кяфа има 100 жители арнаути мохамедани.
В 1913 година селото попада в Сърбия. Според Афанасий Селишчев в 1929 година Кяфа е село в Железноречка община в Горноположкия срез и има 22 къщи със 114 жители албанци.
Един жител на селото е регистриран като загинал през Втората световна война.
Според германска карта, издадена в 1941 година, въз основата на преброяването на населението на Югославия от 1931 г. посочва селото като населено със 150 жители албанци.
Според преброяването от 2002 година селото има 5 жители албанци, а според последното преброяване от 2021 година е обезлюдено селище с 0 жители.
От 1996 до 2013 година селото е част от община Осломей.